# Afromastax zebra
Afromastax zebra är en insektsart som först beskrevs av Gerstaecker 1889.  Afromastax zebra ingår i släktet Afromastax och familjen Thericleidae.

## Underarter
Arten delas in i följande underarter:
- A. z. occidentalis
- A. z. zebra